# Полифрасмон
Полифрасмон је хеленски књижевник из 5. века п. н. е. Отац му је био познати писац трагедија Фриних. 
Као и отац и Полифрасмон је писао трагедије и надметао се са другим трагичарима. Остало је забележено да је на једном такмичењу освојио треће место са тетралогијом Лукургијом, иза Есхила и Аристије.
Суида га зове и Полифрадмон, али Милош Н. Ђурић сматра да је Полифрасмон правилније.